# Anna Hasselborg
Anna Ellinor Hasselborg (Stoccolma, 5 maggio 1989) è una giocatrice di curling svedese.

## Carriera
Nel 2018 ha vinto la medaglia d'oro nel torneo femminile ai Giochi olimpici di Pyeongchang, insieme alle compagne di squadra Sara McManus, Agnes Knochenhauer, Sofia Mabergs e Jennie Wåhlin; l'anno successivo si è laureata campionessa del mondo, insieme a Oskar Eriksson, nel Mondiale di doppio misto tenutosi a Stavanger. In carriera ha anche vinto per due volte i Campionati europei.

## Palmarès

### Olimpiadi
- Oro a Pyeongchang 2018;

### Mondiali
- Argento a Silkeborg 2019;
- Argento a North Bay 2018;

### Mondiali misti
- Oro a Stavanger 2019;

### Mondiali junior
- Oro a Flims 2010;

### Europei
- Oro a Tallinn 2018;
- Oro a Helsingborg 2019;
- Argento a Lohja 2024;
- Argento a Lillehammer 2021;
- Argento a San Gallo 2017;
- Argento a Renfrewshire 2016;

### Campionati europei misti
- Bronzo a Kitzbühel 2008.